# Kattenturm Soest

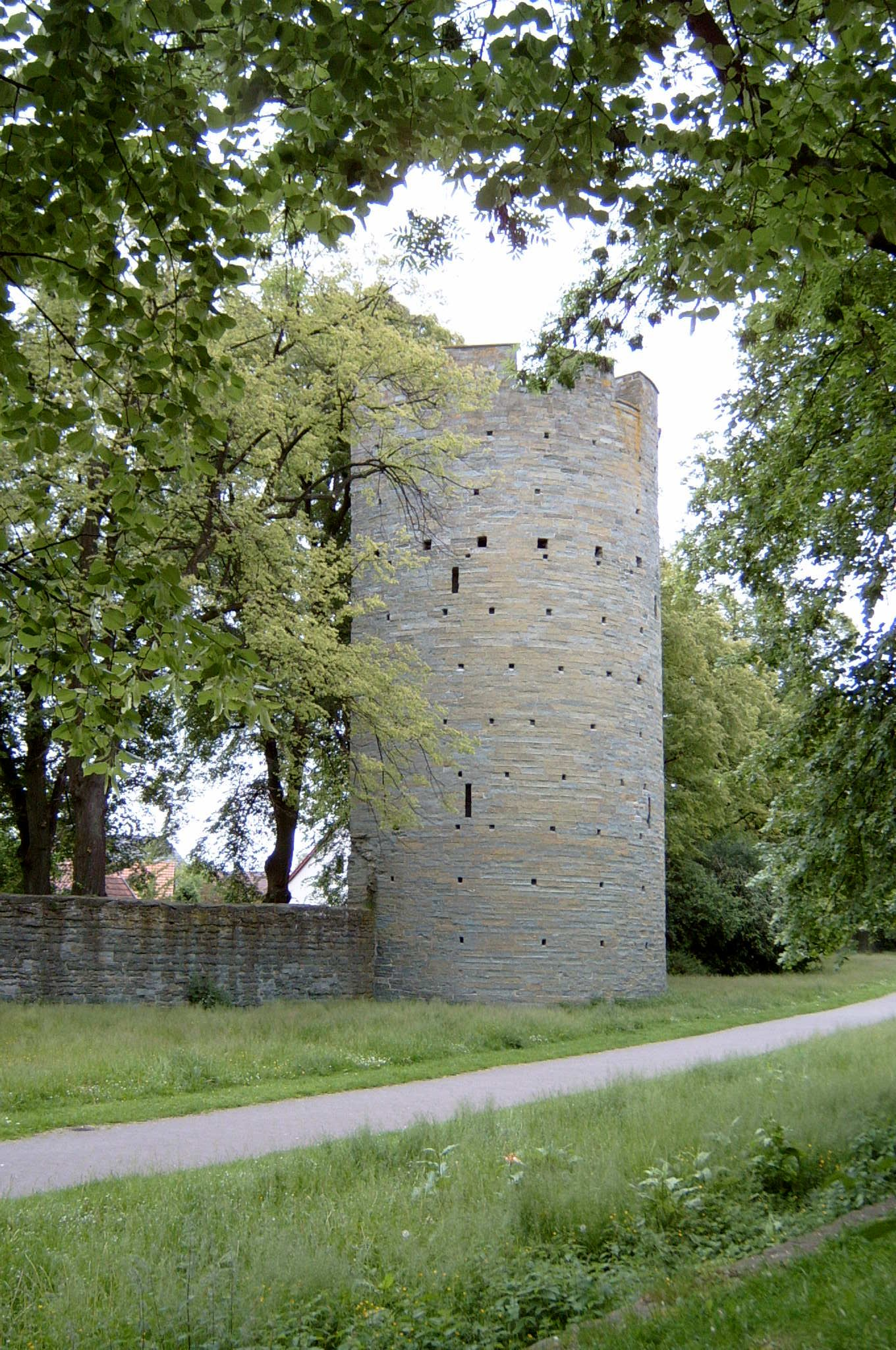
Kattenturm

Der Kattenturm in Soest ist ein im Jahre 1230 errichteter Wehrturm der Soester Stadtbefestigung. Er ist der einzige erhaltene Wehrturm des ehemaligen inneren Stadtwalls und befindet sich südlich der Altstadt am Jakobi-Ulricher-Wall, unweit westlich vom Ulricher Tor.